# Andorra la Vieja

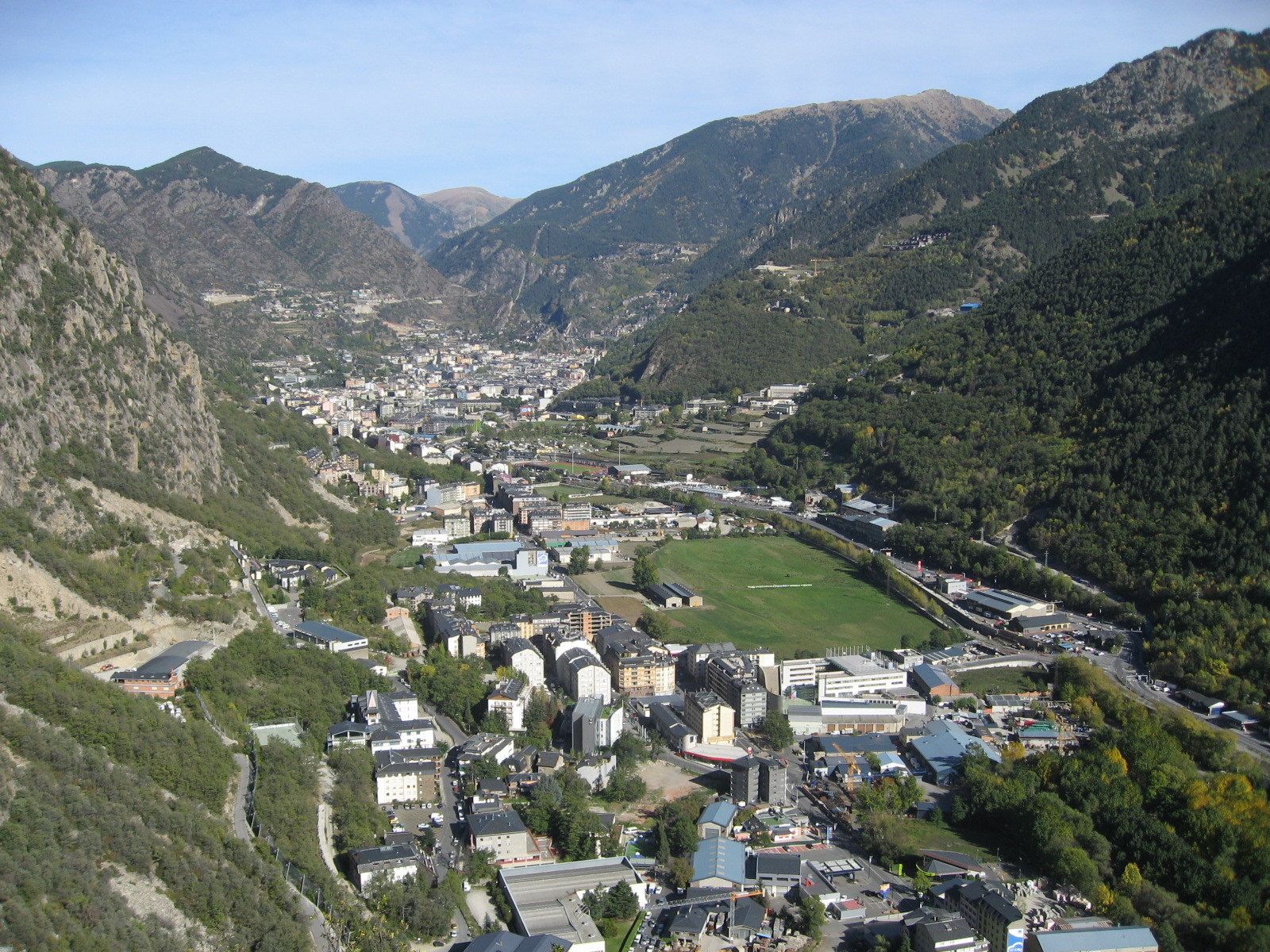
Santa Coloma y Andorra la Vieja al fondo

Andorra la Vieja, también Andorra la Vella en Hispanoamérica  (en catalán y oficialmente: Andorra la Vella es la capital y una de las siete parroquias del Principado de Andorra, siendo también la más pequeña y la más poblada de todas. La población se reparte en tres núcleos: Santa Coloma, la antigua aldea de La Margineda y la propia Andorra la Vieja. Es la capital (dentro de un territorio que no es ciudad-Estado) más pequeña de Europa.
La ciudad se encuentra situada en los Pirineos, cerca de la confluencia de los ríos Valira del Norte y Valira de Oriente, que forman el río Valira, a una altitud de 1022 metros sobre el nivel del mar, situándola como la capital de Estado a mayor altitud sobre el nivel del mar de toda Europa.

## Etimología
El nombre en catalán es Andorra la Vella. El apelativo La Vella significa, literalmente, "la villa" o "la ciudad" y se añadió para distinguir a esta población del territorio homónimo, en cuanto capital.
La traducción castellana "la vieja", así como la francesa "la vieille" que le da origen, nacen de un error basado en la homofonía entre la palabra catalana vella y la francesa vieille.

## Historia
La presencia humana en Andorra se remonta a antes de la era cristiana. La parroquia de Andorra es mencionada por primera vez en el acta de consagración de la catedral de la Seo de Urgel en el año 839; es capital desde el establecimiento del Principado en 1278, después de que el Obispado de Urgel y el Condado de Foix decidieran compartir la soberanía del territorio andorrano.
En 1978 la parroquia de Las Escaldas-Engordany se escindió de Andorra la Vieja, convirtiéndose en la más joven de las parroquias andorranas.
En 1993 la nueva Constitución estableció un parlamento democrático, con sistema ejecutivo, legislativo y judicial, todos situados en la ciudad.

## Población
La ciudad de Andorra la Vieja forma una aglomeración urbana con alrededor de 50,000 habitantes, junto con las parroquias de Las Escaldas-Engordany (16,000 hab.) al este y San Julián de Loria (9,000 hab.) al sur.
Esta aglomeración se extiende en sentido longitudinal siguiendo el trazado de la carretera.
Andorra la Vieja cuenta con 22 886 habitantes, según el censo de 2015. La población está compuesta por un 44 % de españoles, 33 % de andorranos, 11 % de portugueses y 6 % de franceses, más algunas otras comunidades minoritarias (6 %)
| 1100                                                      | 1975 | 8833 | 14 783 | 17 201 | 19 566 | 21 984 | 20 845 | 23 587 | 24 574 |
| (Fuente: Servicio de estudios del Ministerio de Finanzas) |      |      |        |        |        |        |        |        |        |

## Clima
El clima en Andorra la Vieja es oceánico de alta montaña altamente influenciado por las corrientes oceánicas. Esto quiere decir que puede ser extremo, pero bastante menos que en otros sitios similares teniendo en cuenta la altitud. En invierno resalta mucho el frío y la nieve, siendo muy habituales temperaturas inferiores a los 0 °C. El verano es suave con máximas que rara vez superan los 30 °C.
| Parámetros climáticos promedio Andorra La Vella | Parámetros climáticos promedio Andorra La Vella | Parámetros climáticos promedio Andorra La Vella | Parámetros climáticos promedio Andorra La Vella | Parámetros climáticos promedio Andorra La Vella | Parámetros climáticos promedio Andorra La Vella | Parámetros climáticos promedio Andorra La Vella | Parámetros climáticos promedio Andorra La Vella | Parámetros climáticos promedio Andorra La Vella | Parámetros climáticos promedio Andorra La Vella | Parámetros climáticos promedio Andorra La Vella | Parámetros climáticos promedio Andorra La Vella | Parámetros climáticos promedio Andorra La Vella | Parámetros climáticos promedio Andorra La Vella |
| Mes                                             | Ene.                                            | Feb.                                            | Mar.                                            | Abr.                                            | May.                                            | Jun.                                            | Jul.                                            | Ago.                                            | Sep.                                            | Oct.                                            | Nov.                                            | Dic.                                            | Anual                                           |
| ----------------------------------------------- | ----------------------------------------------- | ----------------------------------------------- | ----------------------------------------------- | ----------------------------------------------- | ----------------------------------------------- | ----------------------------------------------- | ----------------------------------------------- | ----------------------------------------------- | ----------------------------------------------- | ----------------------------------------------- | ----------------------------------------------- | ----------------------------------------------- | ----------------------------------------------- |
| Temp. máx. abs. (°C)                            | 29.5                                            | 33.2                                            | 36.6                                            | 38.5                                            | 40.5                                            | 42.8                                            | 40.5                                            | 38.6                                            | 36.6                                            | 33.5                                            | 30.6                                            | 28.5                                            | 42.8                                            |
| Temp. máx. media (°C)                           | 10.5                                            | 14.5                                            | 16.8                                            | 19.6                                            | 22.6                                            | 25.5                                            | 21.7                                            | 18.6                                            | 15.4                                            | 13.7                                            | 11.7                                            | 9.6                                             | 16.7                                            |
| Temp. media (°C)                                | 2.6                                             | 4.8                                             | 6.9                                             | 9.5                                             | 12.7                                            | 14.7                                            | 11.6                                            | 9.9                                             | 6.4                                             | 3.0                                             | 1.3                                             | -1.4                                            | 6.8                                             |
| Temp. mín. media (°C)                           | -7.8                                            | -4.2                                            | 0.2                                             | 3.0                                             | 6.5                                             | 8.0                                             | 7.0                                             | 1.4                                             | -1.4                                            | -3.8                                            | -6.8                                            | -9.5                                            | -0.6                                            |
| Temp. mín. abs. (°C)                            | -19.5                                           | -14.3                                           | -9.9                                            | -4.0                                            | 0.0                                             | 3.0                                             | 0.0                                             | -5.0                                            | -15.6                                           | -18.7                                           | -21.6                                           | -23.4                                           | -23.4                                           |
| Precipitación total (mm)                        | 100                                             | 88                                              | 67                                              | 44                                              | 23                                              | 12                                              | 10                                              | 45                                              | 67                                              | 88                                              | 96                                              | 105                                             | 745                                             |
| [cita requerida]                                |                                                 |                                                 |                                                 |                                                 |                                                 |                                                 |                                                 |                                                 |                                                 |                                                 |                                                 |                                                 |                                                 |

## Administración
Lista de cónsules mayores de Andorra la Vieja:
| Mandato   | Cónsul mayor                     | Partido                                   |
| --------- | -------------------------------- | ----------------------------------------- |
| 1992-1995 | Lluís Viu Torres                 | Nova Democràcia                           |
| 1995-1999 | Lluís Viu Torres                 | Nova Democràcia                           |
| 1999-2003 | Conxita Mora Jordana             | Concepci pel Progrés (CP)                 |
| 2003-2007 | Francesc Xavier Mora Baron       | Partit Socialdemòcrata (PS)               |
| 2007-2015 | Maria Rosa Ferrer Obiols         | L'alternativa y CD'I per Andorra la Vella |
| 2015      | Jordi Ramón Minguillón Capdevila | CD'I per Andorra la Vella                 |
| 2016-2023 | Conxita Marsol Riart             | Demócratas por Andorra (DA)               |
| 2023-     | David Astrié Padilla             |                                           |

Al ser la capital de Andorra, acoge las principales instituciones del país, el Consejo General de Andorra, el Tribunal Supremo, el Tribunal Constitucional, la sede de Radio y Televisión de Andorra, la biblioteca nacional, los ministerios y la residencia del Presidente del Gobierno de Andorra. 

## Turismo

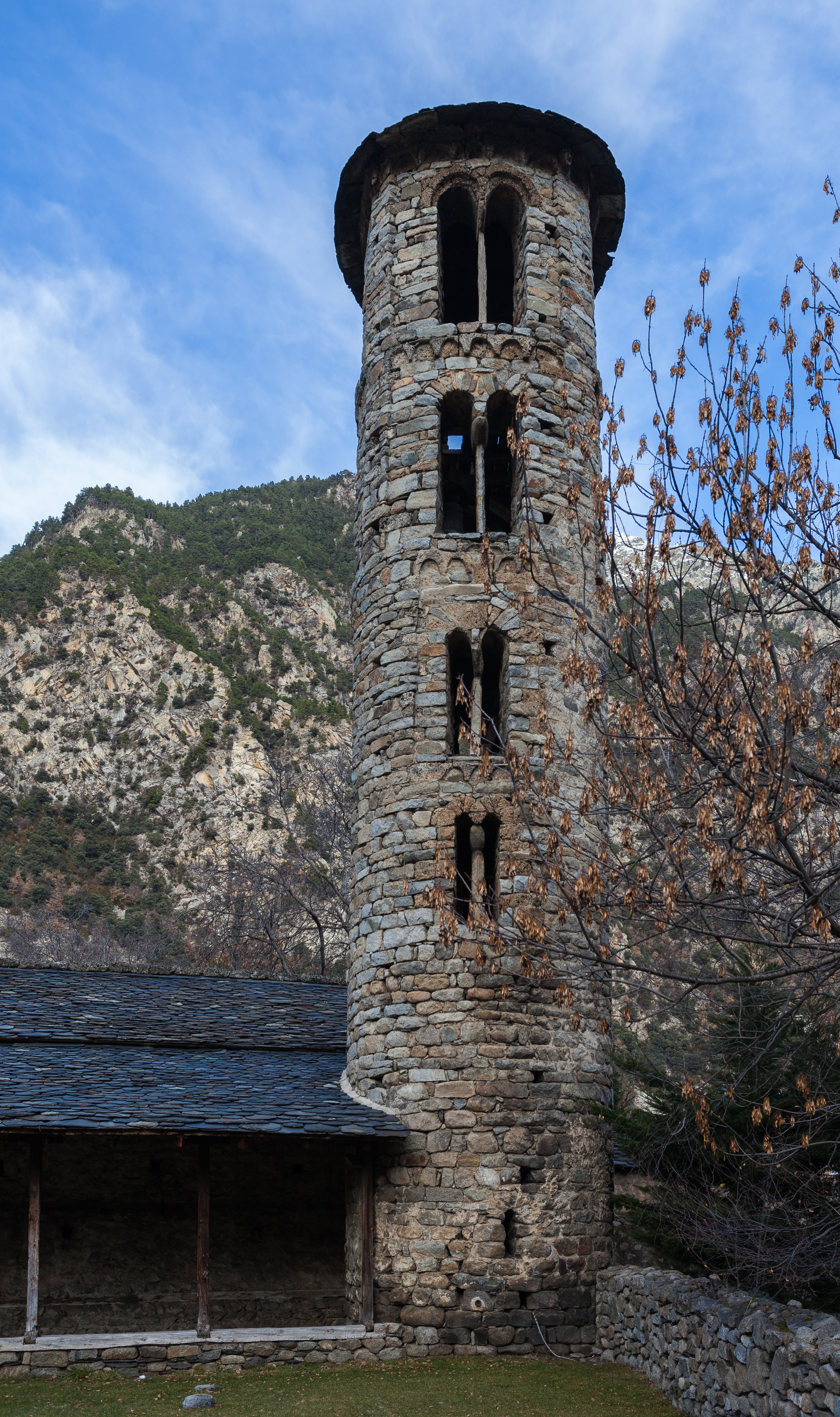
Iglesia prerrománica de Santa Coloma.

### Edificios y monumentos
- Casa de la Vall. Uno de los edificios más emblemáticos de la ciudad, es una casa-fuerte del siglo XVI que actualmente sirve al Consell General (parlamento andorrano) desde 1702.
- Iglesia de San Esteban. Iglesia parroquial que conserva el atrio y el campanario románicos del siglo XI. El resto, son remodelaciones hechas con posterioridad, las más significativas, en los años 1940 a cargo del arquitecto modernista Josep Puig i Cadafalch.
- Iglesia de Santa Coloma. Edificio prerrománico situado al sur de la parroquia, en Santa Coloma de Andorra. Tiene un campanario circular.
- Puente de la Margineda. Puente románico que cruza el río Valira. Situado al norte, en la antigua aldea de La Margineda -prácticamente limítrofe con la parroquia de San Julián de Loria- se trata del puente medieval más grande de los que se conservan en el Principado.
- Castillo e iglesia de Sant Vicenç d'Enclar. Situado a 1126 metros de altura, por encima de Santa Coloma de Andorra. Complejo medieval, antiguamente fortificado, que se levantó sobre construcciones romanas entre los siglos VII y VIII.
- Antigua Clínica Vilanova

## Economía
La principal fuente de ingresos es el turismo, así como el comercio y el sistema bancario en el que no se pagaba impuestos (ya que ahora hay un nuevo impuesto llamado ISI del 4 %), factor que favorece las inversiones extranjeras. También se producen bienes de consumo como muebles, tabaco y coñac.

## Transportes
El aeropuerto de Andorra-La Seu sirve como la principal conexión aérea del país, situado en la provincia de Lérida a apenas 30 kilómetros de la ciudad. Los principales aeropuertos internacionales se encuentran en Toulouse, Gerona, Perpiñán y Barcelona.
Andorra no dispone de estación de tren, si bien existen servicios de autobús que unen la ciudad con las estaciones de tren de Puigcerdá y la estación de Lérida Pirineos en territorio español, así como L'Hospitalet-près-l'Andorre en Francia, que cuenta con servicios de largo recorrido a París y servicios regionales con Barcelona.

## Cultura

### Principales equipamientos culturales
El Teatre Comunal, creado en 1992 tras la reforma del antiguo cine de Les Valls es el principal recinto escénico de la villa. Ubicado en pleno centro, tiene capacidad para cerca de 250 espectadores. Tiene una programación estable de teatro, danza y música. Más recientemente se inauguró el Centre cultural La Llacuna, que alberga el Institut de Música i Dansa.

### Eventos culturales
- Temporada de música i dansa. Muestra anual de música y danza que se celebra desde 1994.
- Dijous de rock. Ciclo de conciertos para la promoción de los grupos andorranos de rock, que se celebra anualmente durante los meses de verano (julio-agosto).
- Festival Internacional de Payasas. Certamen de carácter bianual que se celebra desde 2001.

### Fiestas tradicionales
- 17 de enero, fiestas de San Antonio
- 15 y 16 de abril, Cantos de caramellas.
- 15 y 16 de junio, fiesta mayor del barrio del Puial
- Primer fin de semana de agosto, fiesta mayor de Andorra la Vieja
- 10 al 12 de diciembre, Feria de Santa Lucía

### Ciudades hermanadas
- Foix (Ariège, Francia)
- Lima, Perú
- Bogotá, Colombia.
- San Pol de Mar (Barcelona, España)
- Valls (Tarragona, España).[19]

| Predecesor: Ciudad de Guatemala | Capital Iberoamericana de la Cultura 2016 | Sucesor: Lisboa |

## Deporte

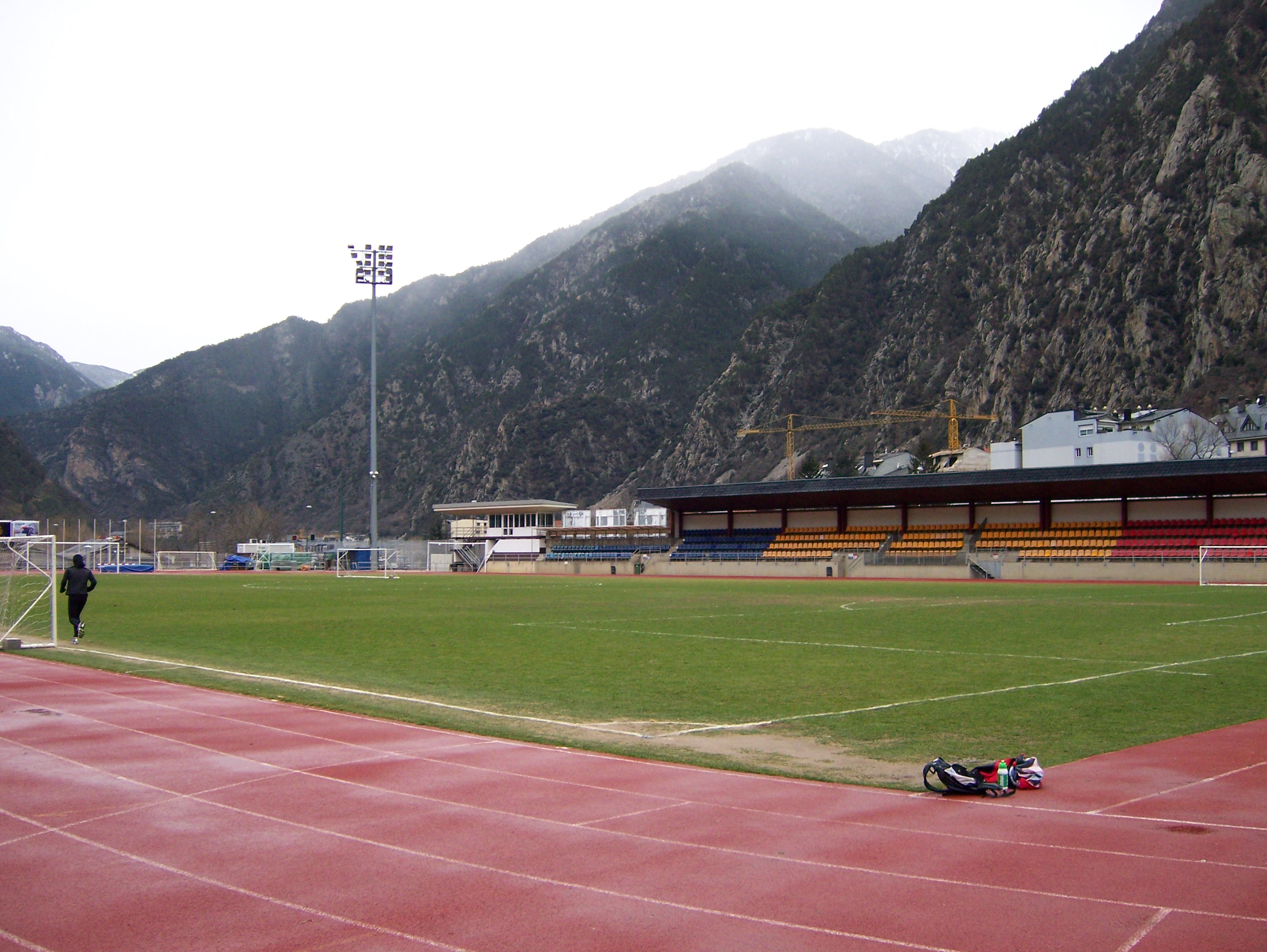
Estadio Comunal de Andorra la Vieja

### Equipos
- El Futbol Club Andorra, juega en la Segunda División de España tras lograr el ascenso y haber quedado primero en el Grupo II de la Primera División RFEF de España,[20] el equipo fue fundado en 1942 y desde 1948 participa en el sistema de ligas de España.
- El Bàsquet Club Andorra, fundado en 1970 llegó a la Liga ACB de España en 1991. En la temporada 2023-24, después de un año en liga LEB, volverá a la máxima categoría del baloncesto de España, en la que acumula un total de 12 temporadas, así como varias participaciones en competiciones europeas.[21]

### Principales recintos deportivos
- Estadio Comunal de Andorra la Vieja. Estadio situado en la avenida de Salou con capacidad para 850 espectadores. Dispone de un campo de césped natural para la práctica del fútbol, así como una pista de atletismo de seis pistas, y zonas para el salto de longitud y de altura y el lanzamiento de peso, de disco y de jabalina. Anexo se encuentra un pabellón cubierto y una pista polideportiva al aire libre, donde es practicado el baloncesto, el balonmano y el hockey, entre otros deportes. Gestionado por el Común de Andorra (municipal).
- Polideportivo de Andorra. Pabellón con pista polideportiva de parqué flotante, con capacidad para 4000 espectadores. Sede de la selección de futsal de Andorra y del Bàsquet Club Andorra. Gestionado por el Gobierno de Andorra.
- Centre Esportiu dels Serradells. Complejo polideportivo de titularidad municipal situado en la carretera de Comella. Fue construido en 1991, con motivo de los Juegos de los Pequeños Estados de Europa. Dispone de múltiples equipamientos como pistas de tenis y squash, piscinas, cancha polideportiva, etc.
- Estadio Nacional de Andorra el estadio más grande de Andorra

### Eventos deportivos
Andorra la Vieja albergó gran parte de las pruebas de los Juegos de los Pequeños Estados de Europa celebrados en el Principado en 1991 y 2005.
La ciudad fue una de las candidatas de los Juegos Olímpicos de Invierno de 2010, que finalmente fueron concedidos a la ciudad canadiense de Vancouver.
Desde el año 2007 la FIS homologó la pista de esquí : "L'avet" (estación de Soldeu) para celebrar una copa del mundo femenina de eslalon gigante de esquí alpino en 2011.

## Embajadas y Consulados

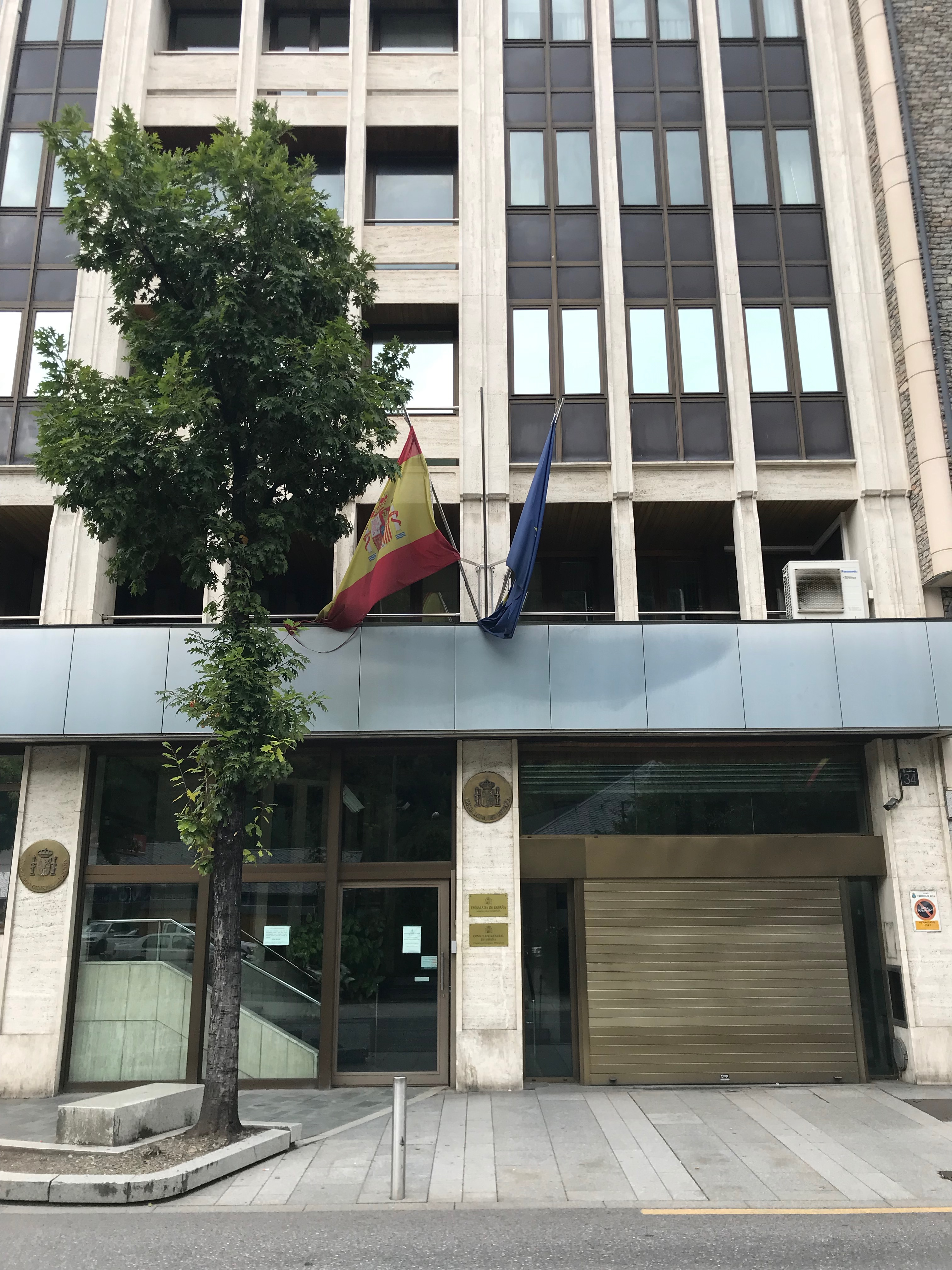
Embajada de España en Andorra la Vieja

Andorra la Vieja es la capital del Principado de Andorra, y por eso tiene destinadas en ella varias embajadas y consulados (mayoritariamente honorarios) de diversos países del mundo. A continuación, se exponen algunos de ellos:
- Embajada y Consulado General de España
- Embajada y Consulado General de Francia
- Consulado Honorario de Alemania
- Consulado Honorario de Chile
- Consulado Honorario de Eslovaquia
- Consulado Honorario de Estonia
- Consulado Honorario de Italia
- Consulado Honorario de México
- Consulado Honorario de Perú
- Consulado Honorario de Polonia
- Consulado Honorario de Portugal
- Consulado Honorario del Reino Unido
- Consulado Honorario de Rusia
- Consulado Honorario de Suiza